# Paul de La Panouse

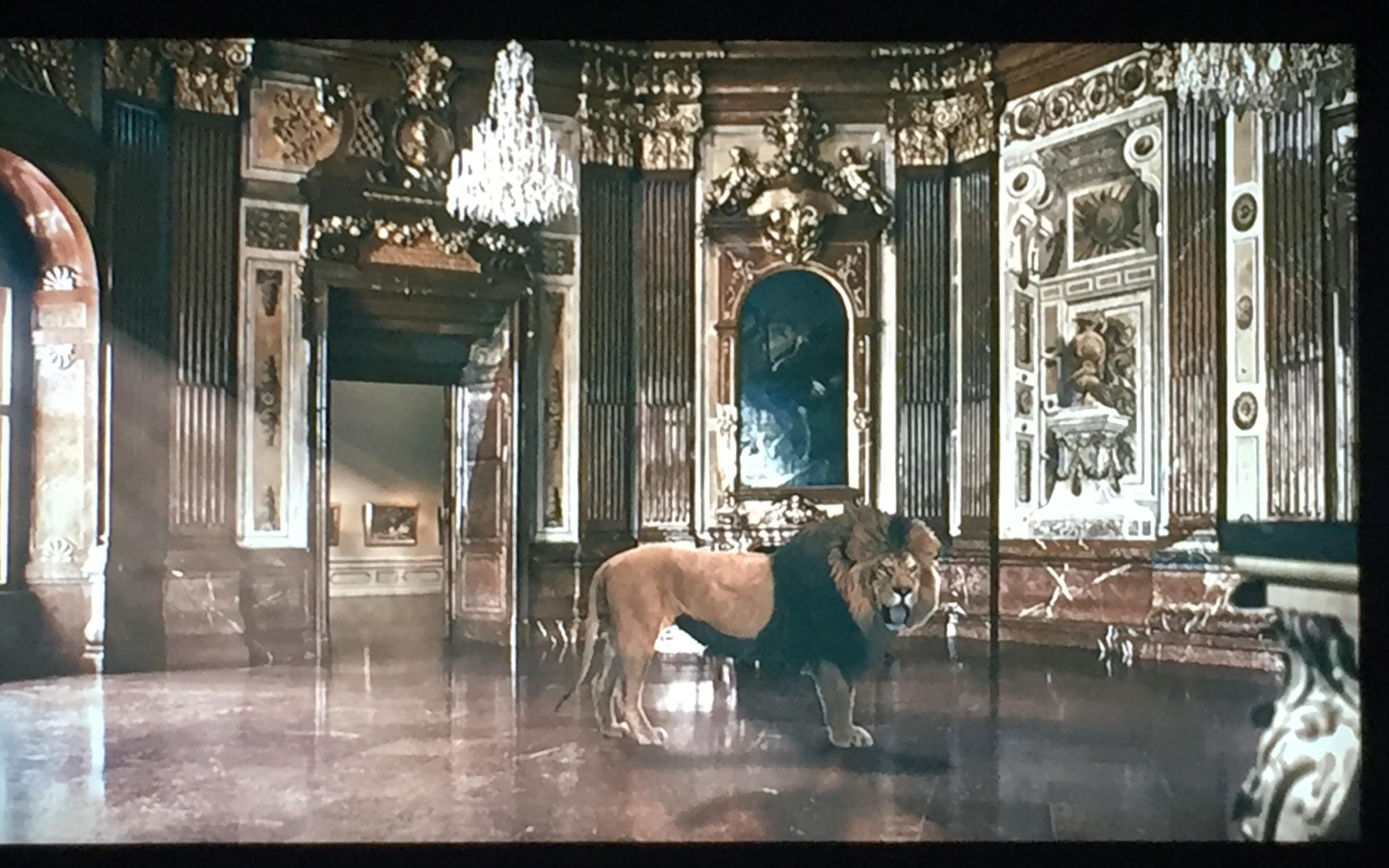

Paul de La Panouse, 6e comte de La Panouse né le 2 janvier 1944 à Thoiry (Seine-et-Oise), est un fondateur et directeur de parcs zoologiques français. Il a dirigé le parc animalier de Thoiry à la suite de son père. Il est aussi à l'origine de la création du safari de Peaugres et de la réserve africaine de Sigean.

## Biographie
Fils d'Antoine de La Panouse et de Solange-Marie de Vogüé, il est né pendant la Seconde Guerre mondiale, le 2 janvier 1944, alors que ses parents viennent de s'installer au château familial de Thoiry. Sa famille occupe sans interruption cette propriété depuis quatre siècles, et il représente la 12e génération. Paul de La Panouse consacre beaucoup de temps à l'étude des 55 malles d'archives du château,.
Paul de La Panouse étudie le droit mais abandonne après avoir échoué sa troisième année. Il étudie ensuite l'histoire des religions à la Sorbonne.
En 1967, pour entretenir et sauver son château, alors déficitaire de 1 million de francs français par an, il propose dans un premier temps d'ouvrir le château au public, et un an plus tard, face au faible trafic de visiteurs, il propose à son père de créer un zoo d'une forme nouvelle dans le domaine familial, sur le modèle de sa tante Raindre de Noailles qui fit la même chose avec le château de Maintenon après la guerre. Il profite du manque de législation alors en vigueur pour ouvrir le premier safari en France.
En 1972, à la demande du Syndicat départemental d’équipement de l'Ardèche, il commence la construction du safari de Peaugres, qui attire 270 000 visiteurs par an.
De 1974 à 1989, il travaille au développement de 3 safaris en Afrique, avec la collaboration du président ivoirien Félix Houphouët-Boigny et du président gabonais Omar Bongo, sans succès.
Dans les années 1980, sa femme Annabelle l'encourage à restaurer le Château du Colombier, propriété de la famille de La Panouse depuis le XVe siècle. Après des décennies de délabrement, le château est réhabilité et ouvre ses portes aux visiteurs en 1999.

### Famille
Il épouse en premières noces en 1972 Jacqueline Le Goaster.
En 1969, Anne Burleigh, dite “Annabelle Leigh” (née en 1942 en Californie), alors jeune mannequin américaine de passage à Paris, est invitée par Paul de La Panouse à venir "voir ses lions". Il se marie avec elle en secondes noces en 1976 et ils ont 2 enfants :
- Colomba de La Panouse (née le 28 janvier 1973). Elle est directrice zoologique, puis directrice générale adjointe du parc animalier du château de Thoiry.
- Edmond de La Panouse (né le 22 février 1978).

## Ouvrages
- Paul de La Panouse et Aurélien Ottenwaelter, Brigitte la Gnou, Le Baron perché 2008, Collection : Les contes de Paul de La Panouse  (ISBN 978-2-35131-070-0)
- Paul de La Panouse et Aurélien Ottenwaelter, Le Loup de la crèche, Le Baron perché, 2008 Collection : Les contes de Paul de La Panouse,  (ISBN 978-2-35131-069-4)
- Paul de La Panouse, Les animaux des centres zoophiles du groupe Thoiry, Alphapress, 1975

- Paul de La Panouse (photogr. Arthus Boutin), Thoiry : une aventure sauvage, Paris, L'Archipel, 2019, 256 p. (ISBN 978-2-8098-2622-7).